# 2021년 죽음
다음은 2021년에 사망한 저명한 인물 목록이다.

## 기타
- 코로나19로 죽은 사람 목록